# Духовская (деревня)
Духовская — деревня в Кардымовском районе Смоленской области России. Входит в состав Мольковского сельского поселения. Население — 19 жителей (2007 год). 
Расположена в центральной части области, рядом с деревней Свежайская, в 13 км к юго-западу от Кардымова, в 5 км южнее автодороги Р134 «Старая Смоленская дорога» Смоленск — Дорогобуж — Вязьма — Зубцов, на берегу реки Соменка. В 0,5 км южнее деревни расположена железнодорожная станция Духовская на линии Москва — Минск.

## История
В годы Великой Отечественной войны деревня была оккупирована гитлеровскими войсками в августе 1941 года, освобождена в сентябре 1943 года.